# Gajto Gazdanov

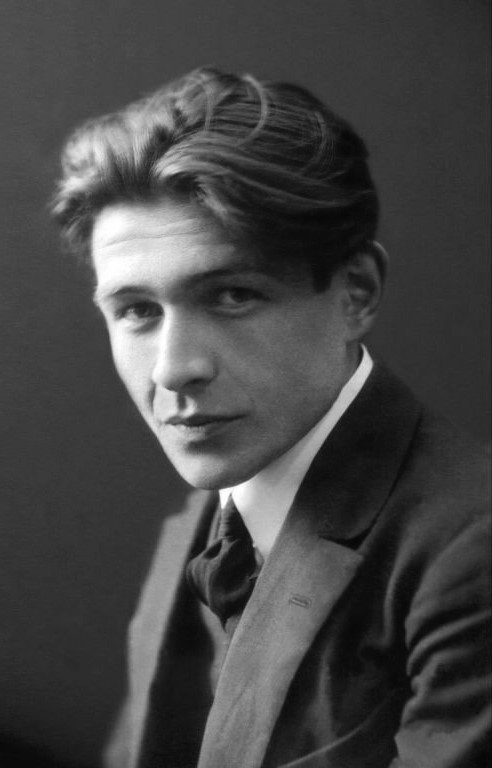
Gajto Gazdanov

Gajto Gazdanov, född Georgij Ivanovitj Gazdanov (ryska: Гео́ргий Ива́нович Газда́нов) den 23 november 1903 i S:t Petersburg, död den 5 december 1971 i München, var en rysk författare av ossetiskt ursprung.
Gazdanov växte upp i Ryssland och Ukraina. Han var 16 år när han 1919 anslöt sig till Pjotr Wrangels Vita armé som stred mot bolsjevikerna under det ryska inbördeskriget. Året därpå flydde han med resterna av den besegrade armen från Ryssland till Konstantinopel. 1923 kom han till Paris, där han en tid levde som uteliggare, och sedan arbetade som hamnarbetare, mekaniker vid bilfabriken Citroën och taxiförare. Sedan följde studier vid Sorbonne, då han började skriva på allvar. 
Gajto Gazdanov deltog från slutet av 1920-talet aktivt i det rika kulturlivet i Paris. Hans noveller och romaner publicerades regelbundet i de bästa exilryska litterära tidskrifterna. Under andra världskriget deltog han i franska motståndsrörelsen. Från 1953 och fram till sin död i lungcancer 1971 arbetade han som journalist och redaktör för ett radioprogram om rysk litteratur vid USA-finansierade Radio Free Europe och fortsatte att skriva. Sammanlagt skrev han nio romaner och ett flertal noveller. Gajto Gazdanovs verk publicerades i hemlandet först efter Sovjetunionens fall.